# Cicerbita oligolepis
Cicerbita oligolepis là một loài thực vật có hoa trong họ Cúc. Loài này được Chang ex C.Shih mô tả khoa học đầu tiên năm 1991.